# Heinz Stein

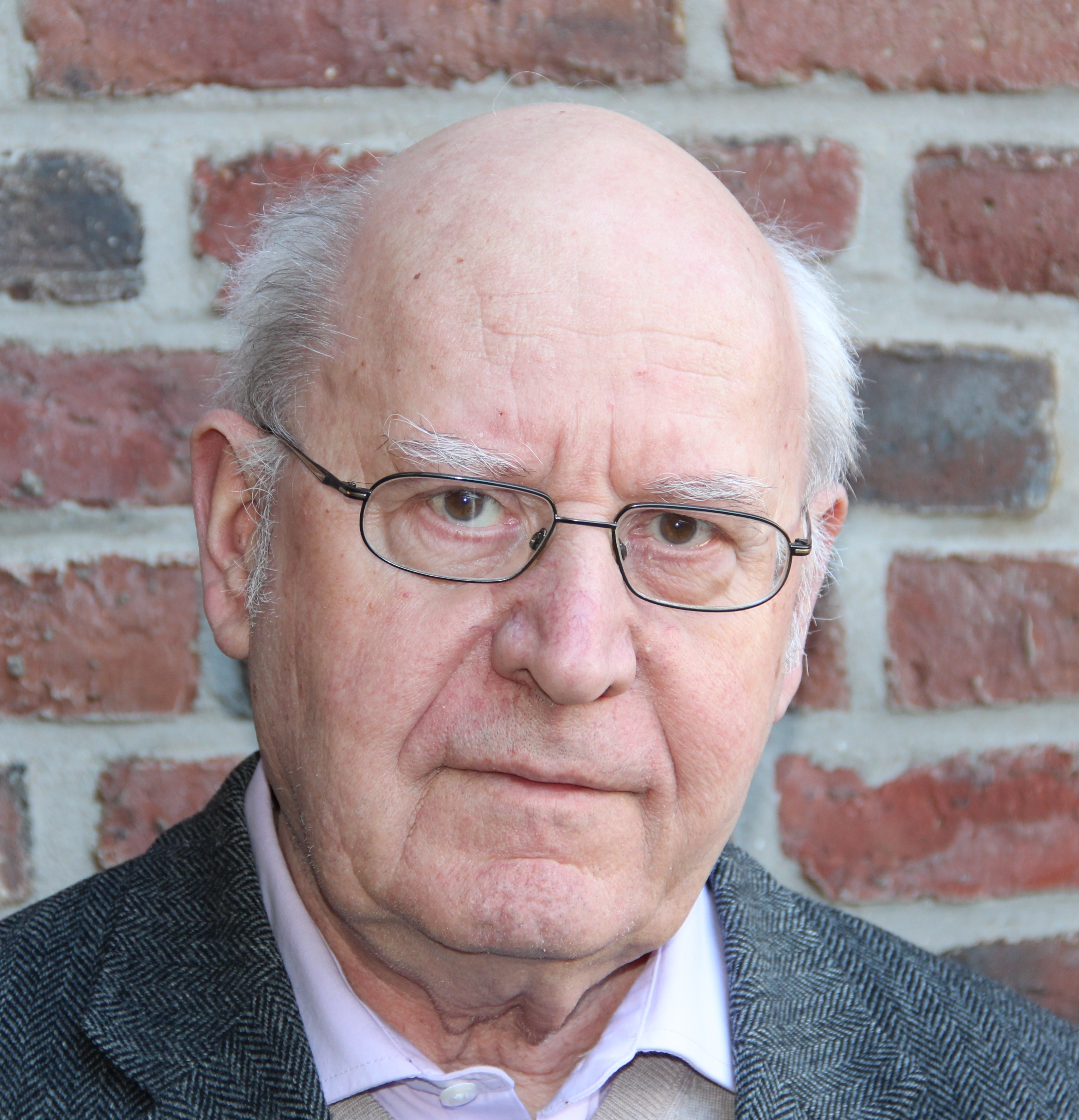
Heinz Stein (2013)

Heinz Stein (* 27. Dezember 1934 in Gelsenkirchen) ist ein deutscher Holzschneider, Bildhauer und Schriftsteller.

## Leben und Werk

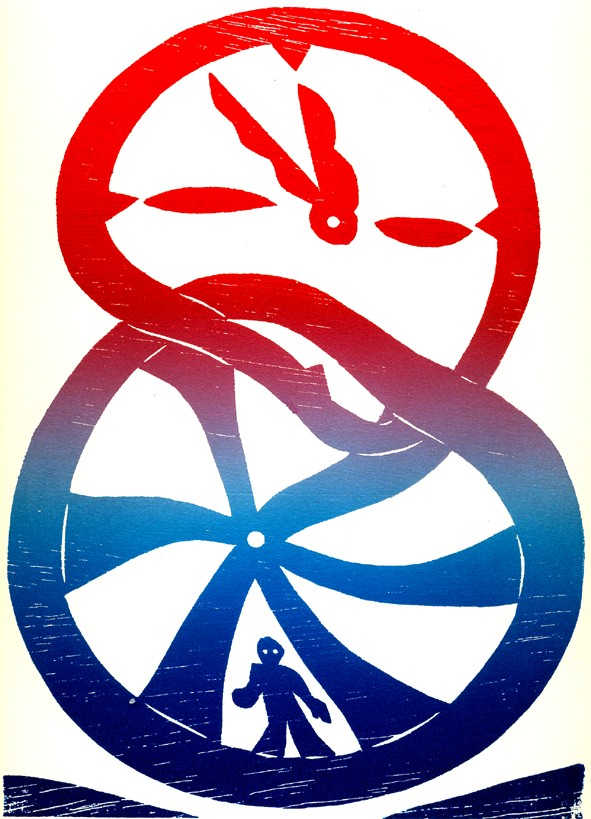
Holzschnitt "Das Rad der Zeit." von Heinz Stein

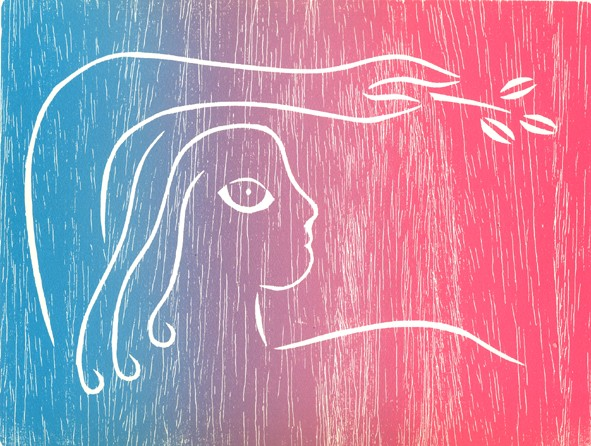
Holzschnitt "Die Morgenröte." von Heinz Stein

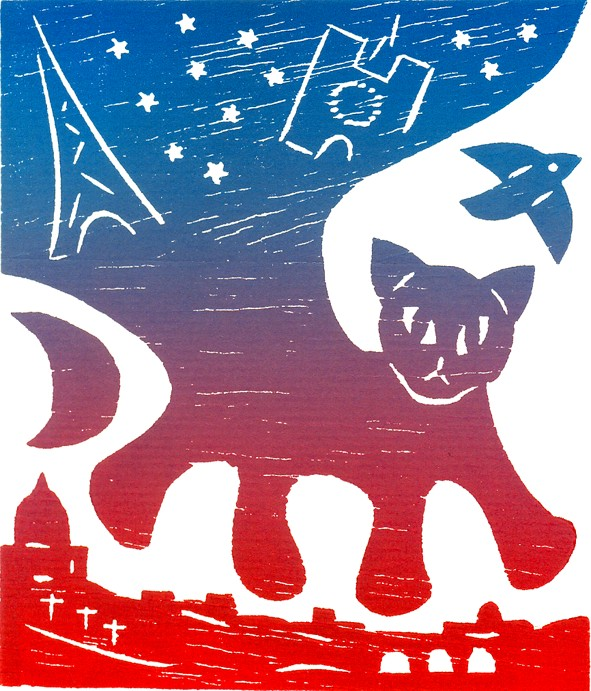
Holzschnitt "Abend über Paris." von Heinz Stein

Heinz Stein schuf bis heute über 2000 Holzschnitte und Farbholzschnitte. Diese wurden bereits auf allen Kontinenten ausgestellt. Auch viele bronzene Kleinplastiken wurden von Stein erschaffen. Die schriftstellerische Tätigkeit umfasst Gedichte, illustrierte Kinderbücher und Aphorismen, bei denen der Schwerpunkt liegt. Heinz Stein illustrierte Gedichte von Reiner Kunze, Günter Grass, Günter Kunert, Heinrich Böll, Ernesto Cardenal, Karl Krolow, Ernst Jünger, Marie-Luise Kaschnitz, Gabriele Wohmann, Benedikt Maria Trappen und zahlreichen anderen Schriftstellern.
Inzwischen gibt es von Stein über 90 Einzelveröffentlichungen und eine CD. Zwei bekannte Theaterstücke, „Xylos und Petros“ sowie „Leonards Wunderland“ von Rolf Gildenast  basieren auf Texten von Stein. 1989 und 1995 wurden Kunstkalender, sowie 1998 und 2013 Entwürfe von Kunsttassen für Amnesty International geschaffen.
2007 Entwurf des Marler Fernsehpreises für Menschenrechte von ai.
Realisation Barbara Echelmeyer (Keramikrelief).
Heinz Stein lebt und arbeitet in Gelsenkirchen und ist verheiratet mit der Verlegerin Irmgard Stein (Edition Xylos). Beide haben zwei Söhne und eine Tochter.

## Auszeichnungen
- „Holzschnitttagebuch“, gefördert durch den Kultusminister NRW 1977
- Preis im Jandl-Lyrikwettbewerb 1997

## Anthologien und Literaturzeitschriften (Auswahl)
- „Wegwarten“, Hannover
- „Die Brücke“, Saarbrücken (Nr. 128 und 130)
- „Kunst wäscht den Staub des Alltags von der Seele“, Reziteater, Köln 1998
- „Die Welt ausstellen“, zur Weltausstellung 2000, Lax Verlag Hildesheim
- „Weißt du noch das Zauberwort“, W. Heyne Verlag, München 2000
- „Liebe“, SMS-Literatur auf kleinstem Raum, Uzzi Verlag, Düsseldorf 2001
- „Tod“, M.H. Korb Verlag 2002, Frankfurt am Main
- „Mein persönliches Vaterunser“, Publik-Forum, Oberursel 2005
- „Wenn wieder eine Wende kommt... Reiner Kunze zum Eintritt ins Hohe Alter“, Widmungsgedichte aus 50 Jahren, hrsg. von Benedikt Maria Trappen  mit Holzschnitten von Heinz Stein, Privatdruck, Gelsenkirchen 2012

## Zitate
- Schweigen ist schwierig zu widerlegen.
- Kunst ist der unverzichtbare Kontrapunkt zur Barbarei.
- Der Glaube kann Berge versetzen, der Unglaube erforscht sie.
- Jeder ist seines Glückes Schmied, doch wer will der Amboss sein.
- Die größte Mangelerscheinung in unserer Überflussgesellschaft ist der Hunger.